# Recz
Recz (niem. Reetz) – miasto w woj. zachodniopomorskim, w powiecie choszczeńskim, położone nad rzeką Iną. Siedziba miejsko-wiejskiej gminy Recz.
Według danych z 31 grudnia 2009 roku miasto miało 2971 mieszkańców.

## Położenie
Według danych z 1 stycznia 2010 powierzchnia miasta wynosi 12,40 km². Miasto stanowi 0,9% powierzchni powiatu.
Recz leży na historycznym Pomorzu Zachodnim.
W latach 1975–1998 miasto administracyjnie należało do woj. gorzowskiego.

## Toponimia
Najstarszą wzmiankę o Reczu zawiera dokument z 1269 r., w którym pada nazwa Recz. W 1362 wymieniono nazwę Recz, w 1368 napisano Recze, w 1385 Reczze, w 1420 Recze, w 1433 Recz. Nazwa Recz pochodzi prawdopodobnie od słowiańskiego słowa oznaczającego miejsce nad rzeką. Przez stulecia miasto nosiło nazwę Reetz. Po II wojnie światowej używano nazw tymczasowych Raciąż, Rzeczyca, Rzeczyca nad Iną, Recz Pomorski. Obowiązującą do dziś nazwę Recz wprowadzono formalnie rozporządzeniem Ministrów Administracji Publicznej i Ziem Odzyskanych z dnia 12 listopada 1946 roku.

## Historia
Miasto zachowało układ średniowiecznego miasta o owalnym zarysie i jest do dzisiaj w większości opasany murem obronnym z kamieni polnych, zbudowanym w XIV-XV wieku, w murach były cztery bramy i dwie furty wodne. Na przełomie XIV w. do XVIII w. Recz był własnością rodziny von Wedel. Miasto usytuowane jest na historycznym pograniczu Pomorza i Wielkopolski. Przez Recz przebiega historyczna droga handlowa „droga marchijska”, zwana dalej szlakiem cysterskim. W czasie II wojny światowej miasto zostało zniszczone w 70%. Po wojnie zostało odbudowane. Pierwszym burmistrzem Recza w latach 1945–1946 był Mieczysław Czajkowski, a obecnie burmistrzem miasta jest Dawid Koźmiński.
Kalendarium

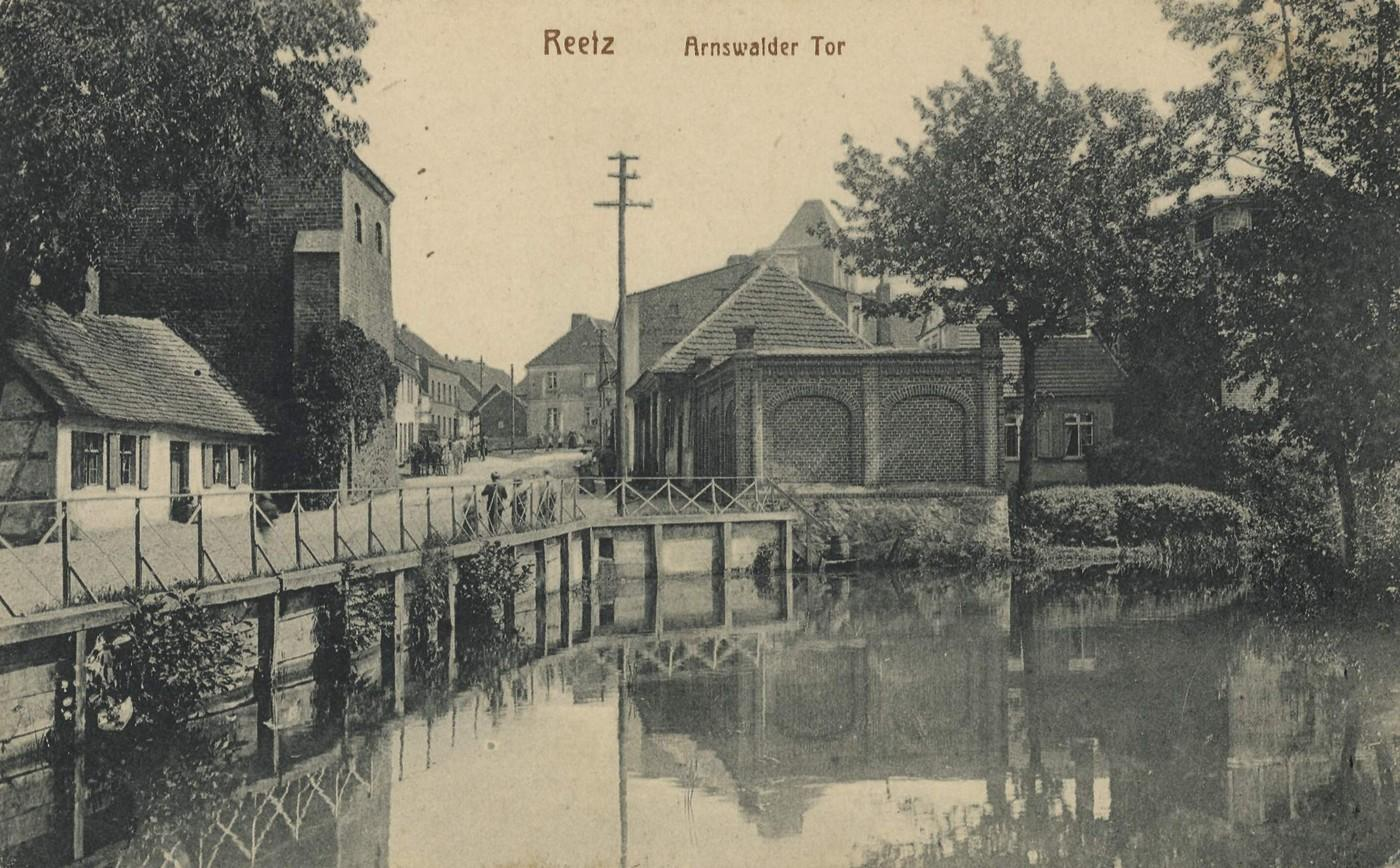
Brama Choszczeńska (Młyńska) w 1914

Herb Recza z okresu PRL

- we wczesnym średniowieczu (X-XII wiek) był tu słowiański gród stanowiący plemienną strażnicę pograniczną i osada targowa na podgrodziu
- w 1269 tutejsze tereny opanowała Brandenburgia
- po 1284 obok starej osady lokowano miasto, a na miejscu dawnego słowiańskiego grodu ufundowano w 1296 r. klasztor Cysterek
- od 1370 do XVIII wieku miasto należało do rodu von Wedel, początkowo jako lenno
- od 1373 pod zwierzchnictwem Korony Czeskiej
- w 1402 zawarto w Krakowie porozumienie w sprawie sprzedaży miasta Polsce, jednakże sprzedano je Krzyżakom
- w 1454 po wybuchu wojny trzynastoletniej Krzyżacy sprzedali miasto w celu pozyskania środków na prowadzenie wojny, miasto wróciło pod wpływy Brandenburgii
- w 1657 podczas wojny polsko-szwedzkiej Recz zdobyli Polacy pod wodzą hetmana Stefana Czarnieckiego
- w czasie wojny trzydziestoletniej Recz został częściowo zniszczony przez pożary w 1686

w XVIII wieku nastąpił upadek gospodarczy miasta
- w XIX wieku miasto było lokalnym ośrodkiem handlowym dla rolniczego zaplecza
- w 1895 zbudowano linię kolejową
- w 1945 miała miejsce bitwa czołgów, w wyniku której miasto zostało zniszczone w około 70%.
- po 1945 uruchomienie wytwórni sprzętu okrętowego, rozlewni wód mineralnych i mleczarni[10]

## Demografia

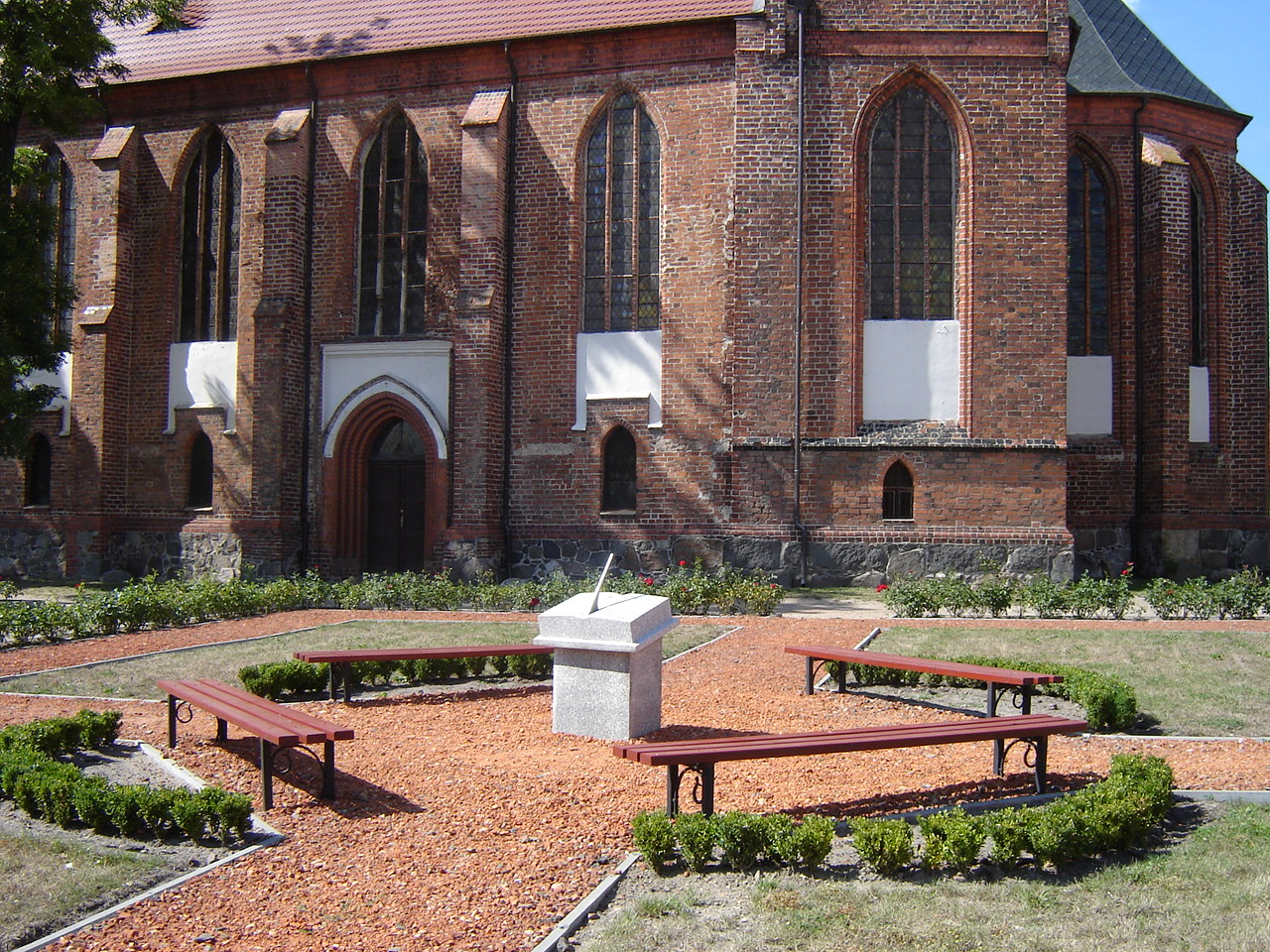
Zegar słoneczny w ogrodzie różanym przed kościołem

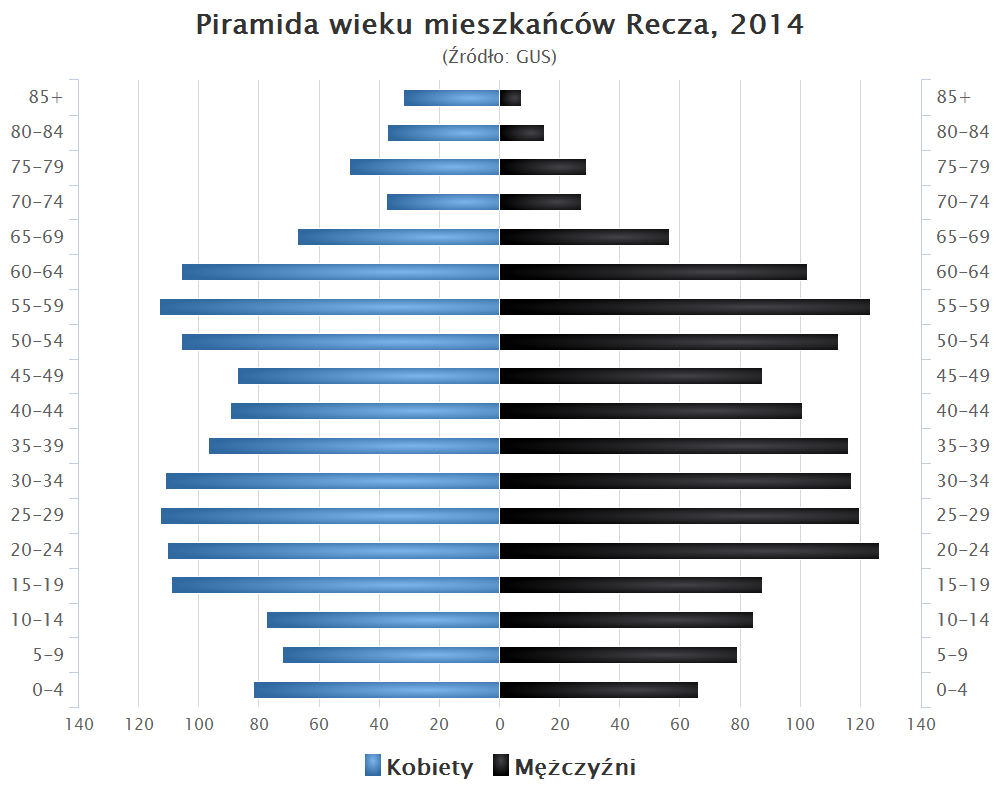
Piramida wieku mieszkańców Recza w 2014 roku

## Zabytki

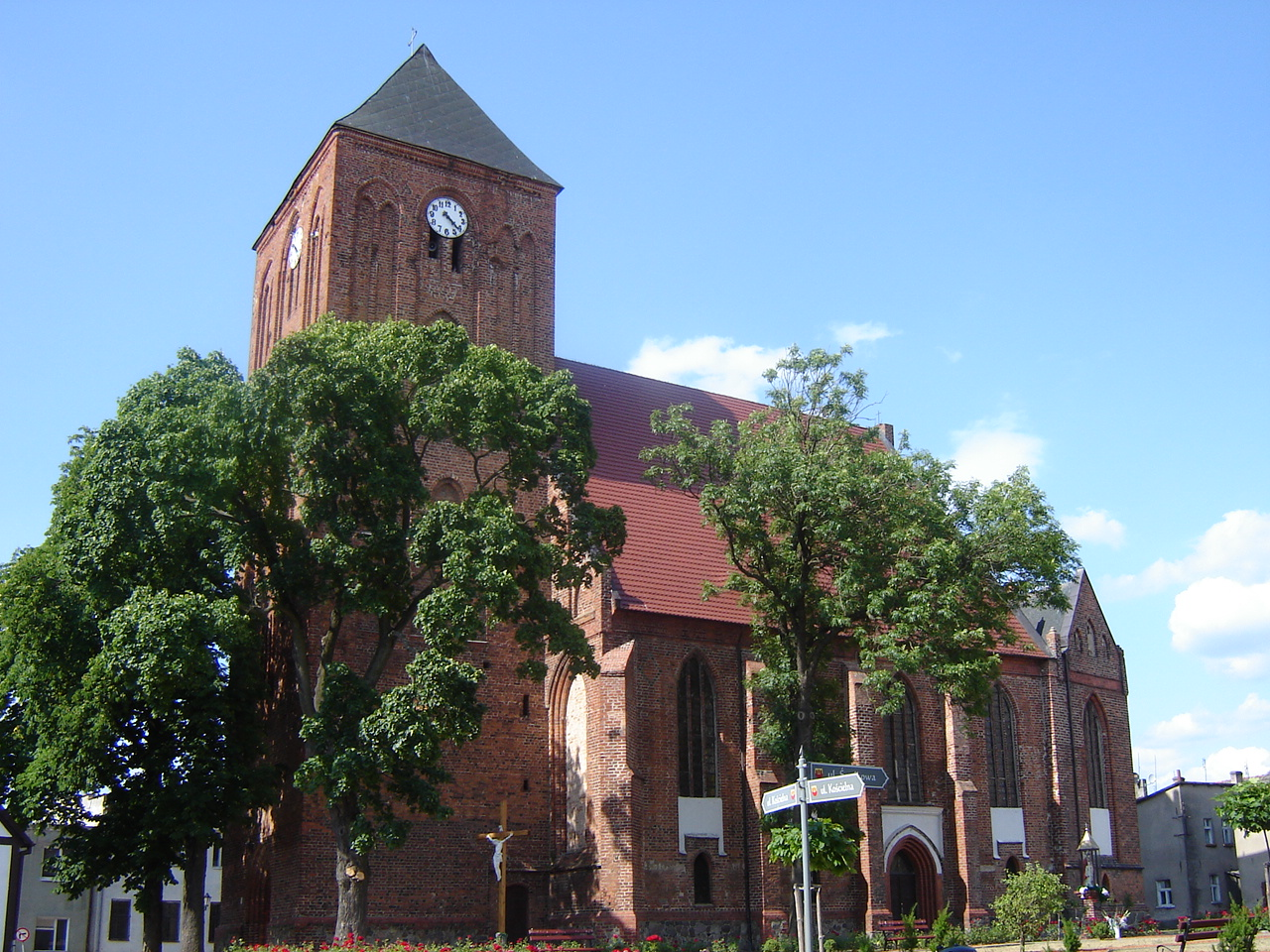
Kościół Chrystusa Króla

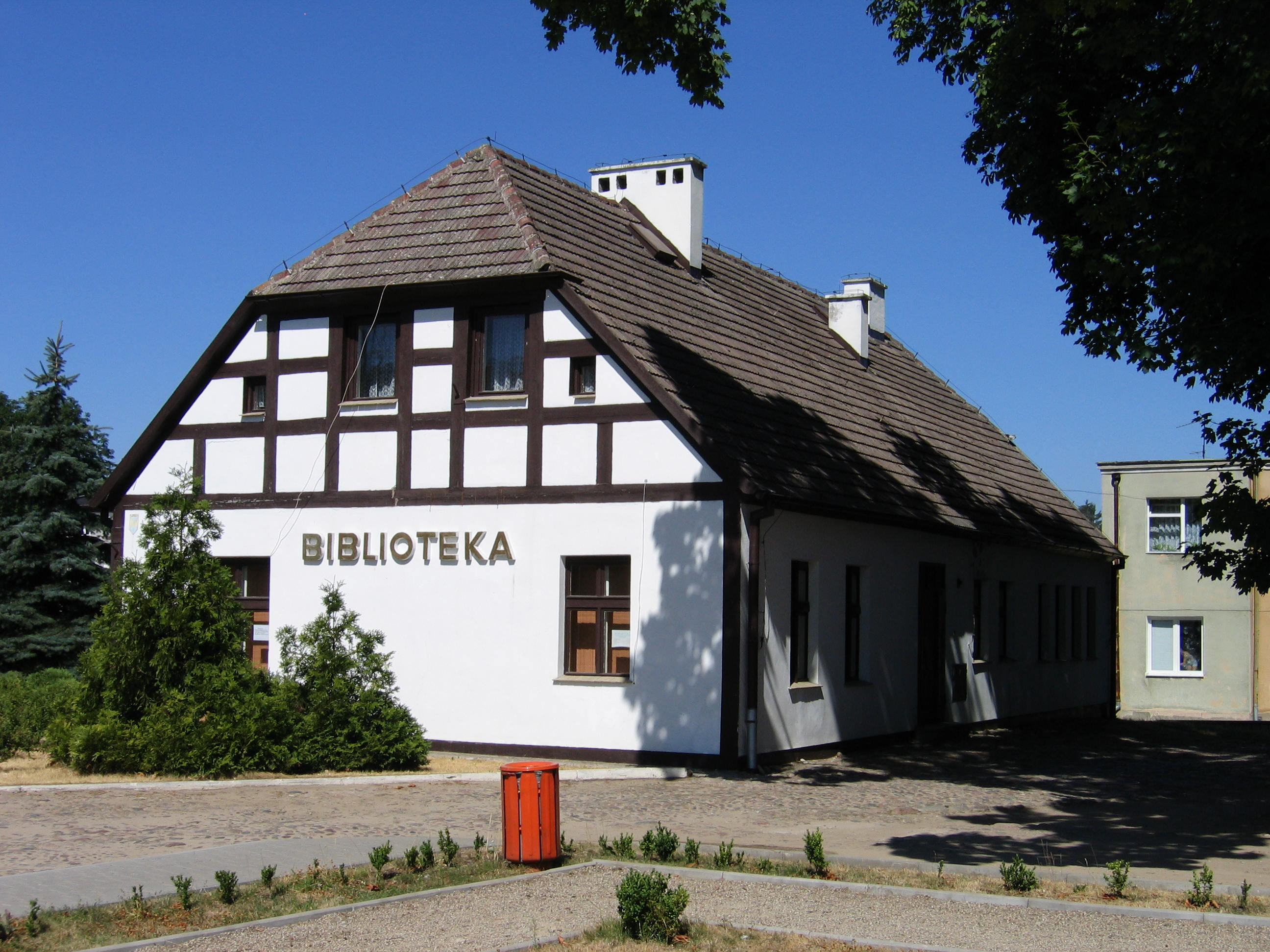
Organistówka

Do wojewódzkiego rejestru zabytków wpisane są:
- teren starego miasta z XIII wieku
- Kościół pw. Chrystusa Króla, ceglany, gotycki z 1352–1355, przebudowany w XV w. i w 1859 r. trójnawowy, halowy z wieżą od zachodu pochodzącą z początków XV wieku, kiedy to Recz znajdował się pod zwierzchnictwem zakonu krzyżackiego, i wyodrębnionym z przęsłowym, trójbocznie zamkniętym prezbiterium od wschodu. Partie nawowe – czteroprzęsłowe. W nawie głównej i prezbiterium sklepieniu gwiaździste, w bocznych – krzyżowe. Kościół parafialny, rzymskokatolicki należący do dekanatu Choszczno, archidiecezji szczecińsko-kamieńskiej, dawniej pod wezwaniem św. Katarzyny. W kościele ołtarz barokowy, rzeźbiony w drzewie i polichromowany, kilkukondygnacyjny, architektoniczny z lat 1607–1611 z bogatą dekoracją snycerską. We wnętrzu ołtarzu znajdują się dwa herby Recza jeden, który jest obecnie, drugi dawny, na którym znajduje się pół koła i pół orła. Na prawym filarze prezbiterium znajduje się drewniany krucyfiks późnogotycki z XV w., polichromowany, zachowany w bardzo dobrym stanie. Ambona renesansowa z początku XVII w., rzeźbiona w drzewie, polichromowana. W płytach korpusu parapetu namalowane postacie ewangelistów oraz sceny symboliczne.Romańska chrzcielnica z granitu przywieziona z klasztoru cysterek, a wcześniej służyła u joannitów. Prawdopodobnie z XII w.Znajdują tu się również epitafia z herbami znaczących okolicznych rodów z lat: 1603, 1613, 1635, 1663 i 1746. Jedną z cenniejszych tablic nagrobnych jest epitafium Elżbiety Answalde, potomkini założycieli Choszczna. Można podejrzewać, że była złocona, ponieważ widać pozostałości złota w zagłębieniach. W tylnej ścianie nawy bocznej wmurowana jest tablica fundatorska jednego z mieszkańców. W wieży znajdują się dzwony: jeden duży, renesansowy z 1593 r. i dwa mniejsze, gotycki z 1520 r. i renesansowy z 1567 r. Obecnym proboszczem jest Cezary Mroczek.
- organistówka szachulcowo-murowana z połowy XIX wieku, ul. Ratuszowa 6. Obecnie Biblioteka Publiczna Miasta i Gminy, pieczołowicie odnowiona w latach 80. XX wieku. Jej ścianę od ul. Ratuszowej zdobią medaliony Jana Kochanowskiego, Adama Mickiewicza oraz Stefana Żeromskiego. Na piętrze swą siedzibę ma Towarzystwo Miłośników Recza

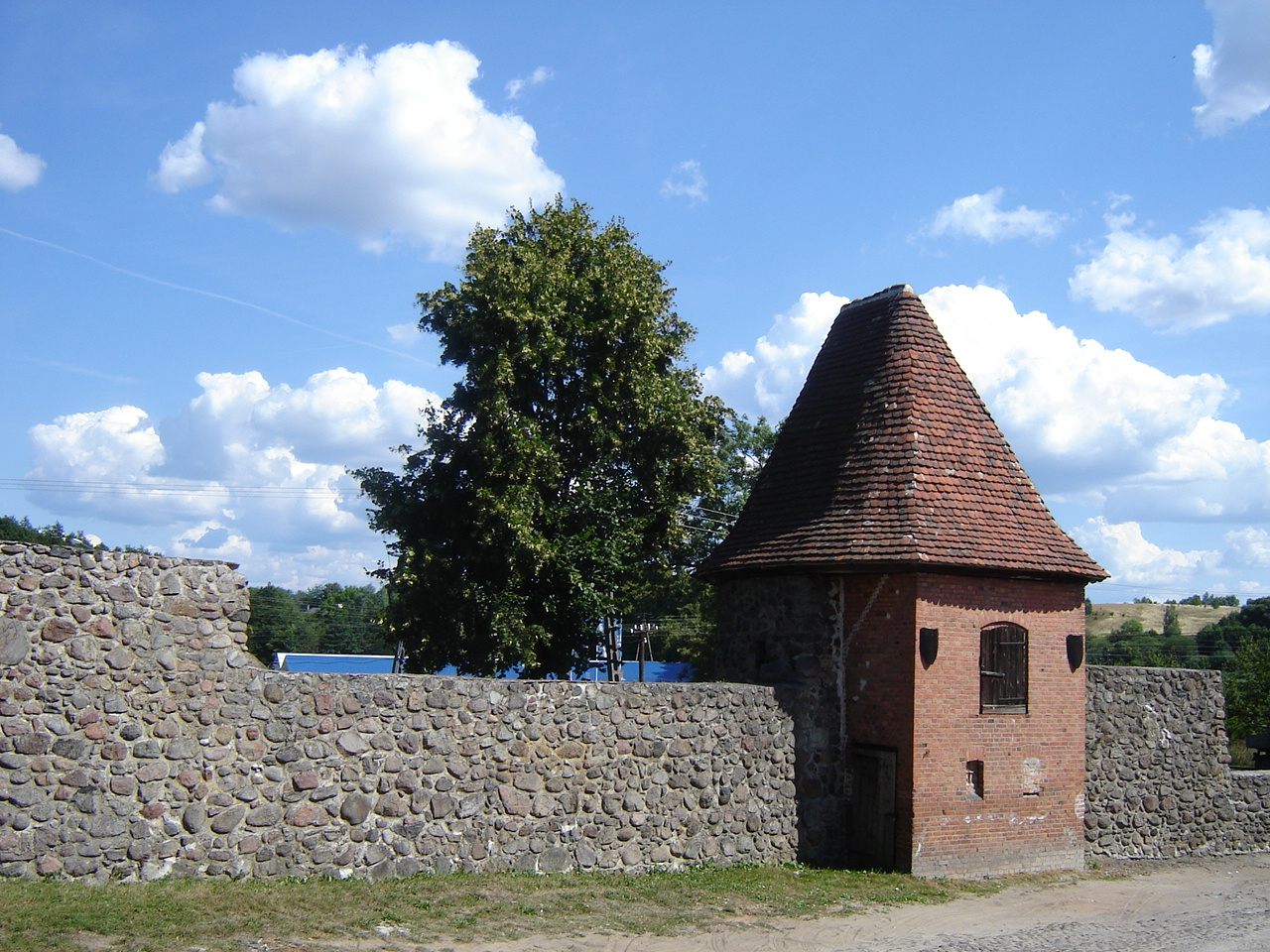
Czatownia z XV wieku z murem obronnym

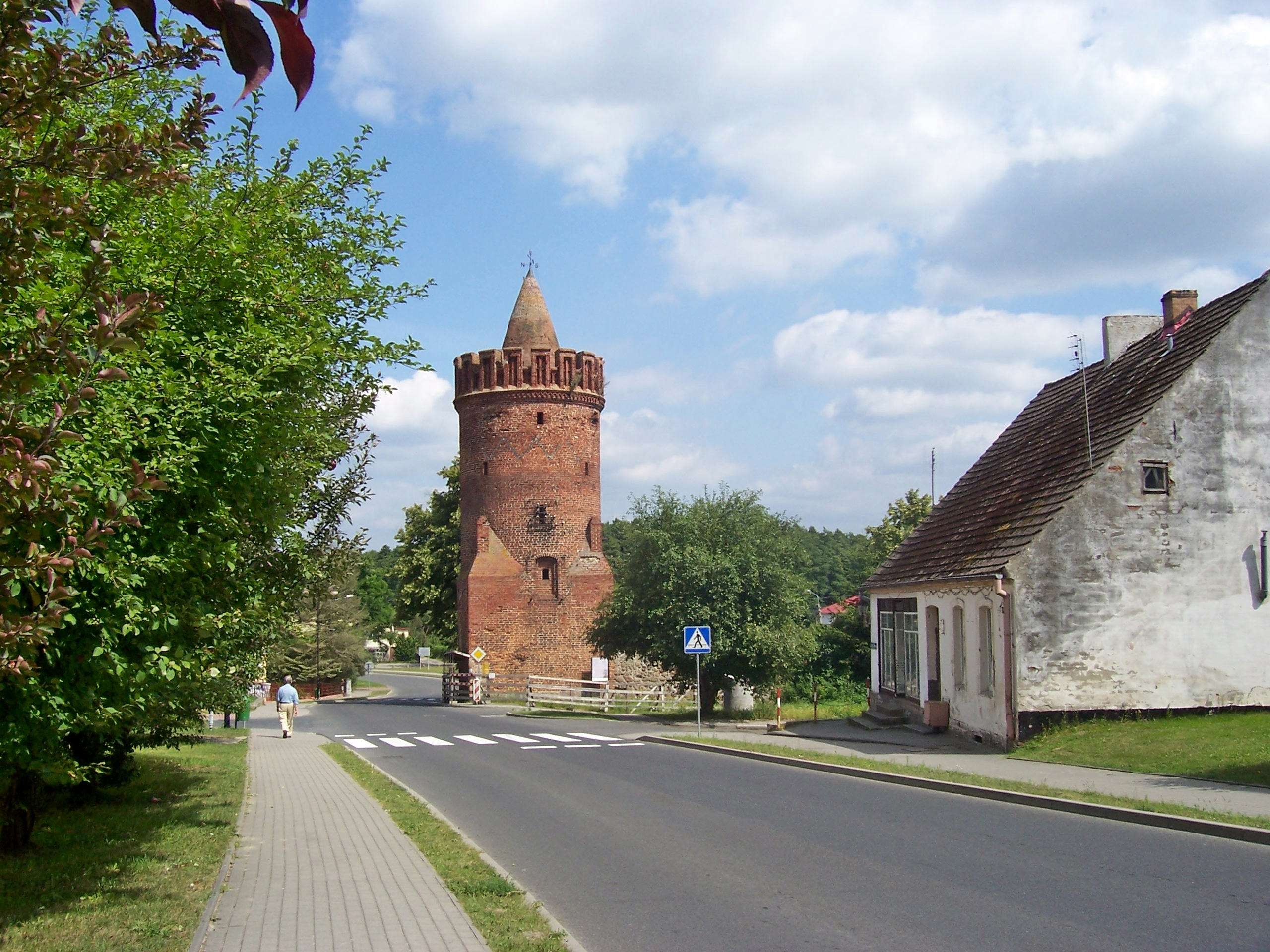
Baszta Drawieńska

- pozostałości murów obronnych z połowy XIV wieku, połowy XV wieku, XIX wieku; zarys zachował się na całym obwodzie dawnego miasta, zbudowane są one z kamienia polnego, w skład których wchodzą baszty:
  - baszta Choszczeńska zwana inaczej Młyńska z XIV wieku, przy rozwidleniu dróg do Choszczna i Szczecina
  - baszta Drawieńska zwana inaczej brama kamienna, z XVI wieku o wysokości 15 m. chroniła wjazdu do miasta, obecnie ma charakter widokowy
- dom z połowy XIX wieku, murowano-szachulcowy, Rynek 1, odrestaurowany w końcu lat 80. XX wieku

inne obiekty:
- czatownia z XV wieku, obok Baszty Drawieńskiej
- grodzisko średniowieczne pocysterskie, jest stanowiskiem archeologicznym
- cmentarz żydowski
- rezerwat przyrody, 2 km na północny wschód od centrum rezerwat przyrody „Grądowe Zbocze” (zaraz za przystankiem kolejowym Recz Pomorski), las mieszany o powierzchni 33,28 ha, utworzony w 1996.

## Europejski Szlak Cystersów
Zakon panien Cysterek został sprowadzony do Recza w 1296 r. przez margrabiów brandenburskich. Opactwo ulokowane zostało na wzgórzu (dzisiaj zwanym klasztornym) w widłach rzeki Iny i Reczanki (Młynówki). Panny cysterki zajmowały się prowadzeniem gospodarstwa rolnego i młynów, wprowadzając na ziemię recką nowe techniki upraw rolnych. Prowadzona zgodnie z dewizą cystersów ora et labora (módl się i pracuj) działalność zakonna trwała aż do 1552 r., kiedy to sekularyzowano dobra opactwa, przeznaczając je na domenę państwową. Ostatecznie zniszczone z czasem budowle pocysterskie rozebrano w 1827 roku.

## Gospodarka
Recz stanowi mały ośrodek przemysłowy i usługowy. Funkcjonują tu m.in.: bank, poczta, ośrodek zdrowia, Ośrodek Pomocy Społecznej, Środowiskowy Dom Samopomocy, apteka, straż pożarna, dom kultury, kino oraz miejska biblioteka.
Rozwój miasta uwarunkowany jest z produkcją rolną, przemysłem metalowym, przemysłem stolarki okiennej PCW, oraz drobną wytwórczością i usługami. W mieście działa ciepłownia na biomasę, produkująca energię odnawialną. Rozwija się tutaj turystyka, powstają gospodarstwa agroturystyczne.

## Transport

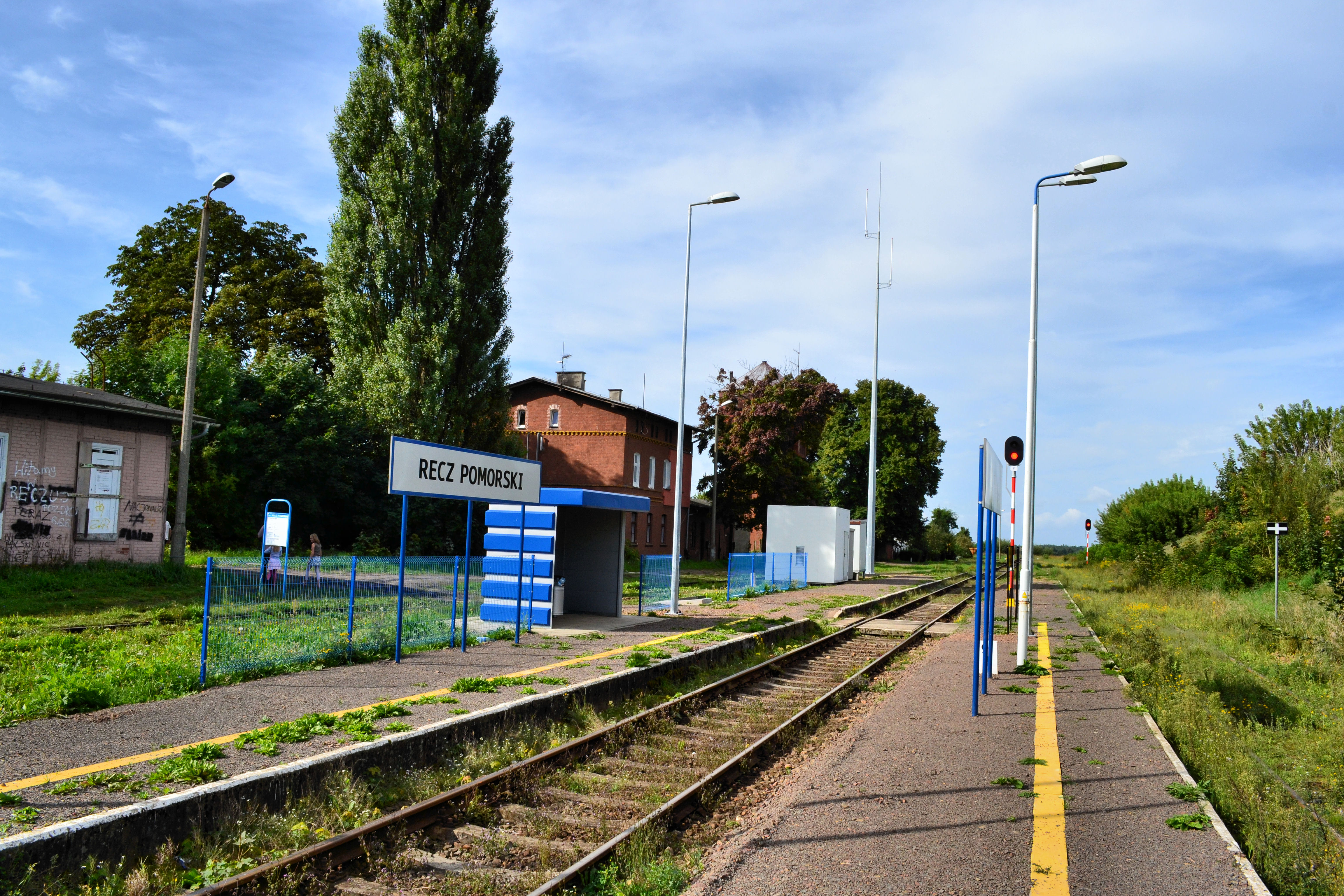
Recz Pomorski – zmodernizowany przystanek kolejowy

### Transport drogowy
W mieście krzyżują się droga krajowa i wojewódzka:
- droga krajowa nr 10 -- granica państwa (Lubieszyn) «» Szczecin «» Stargard «» Wałcz «» Piła «» Białe Błota «» Sierpc «» Płońsk
- droga wojewódzka nr 151 -- Świdwin «» Łobez «» Węgorzyno «» Recz «» Barlinek «» Gorzów Wielkopolski

### Transport kolejowy
Przez miasto przebiega linia kolejowa nr 403 (Piła – Ulikowo), przy której znajduje się przystanek kolejowy.

## Edukacja

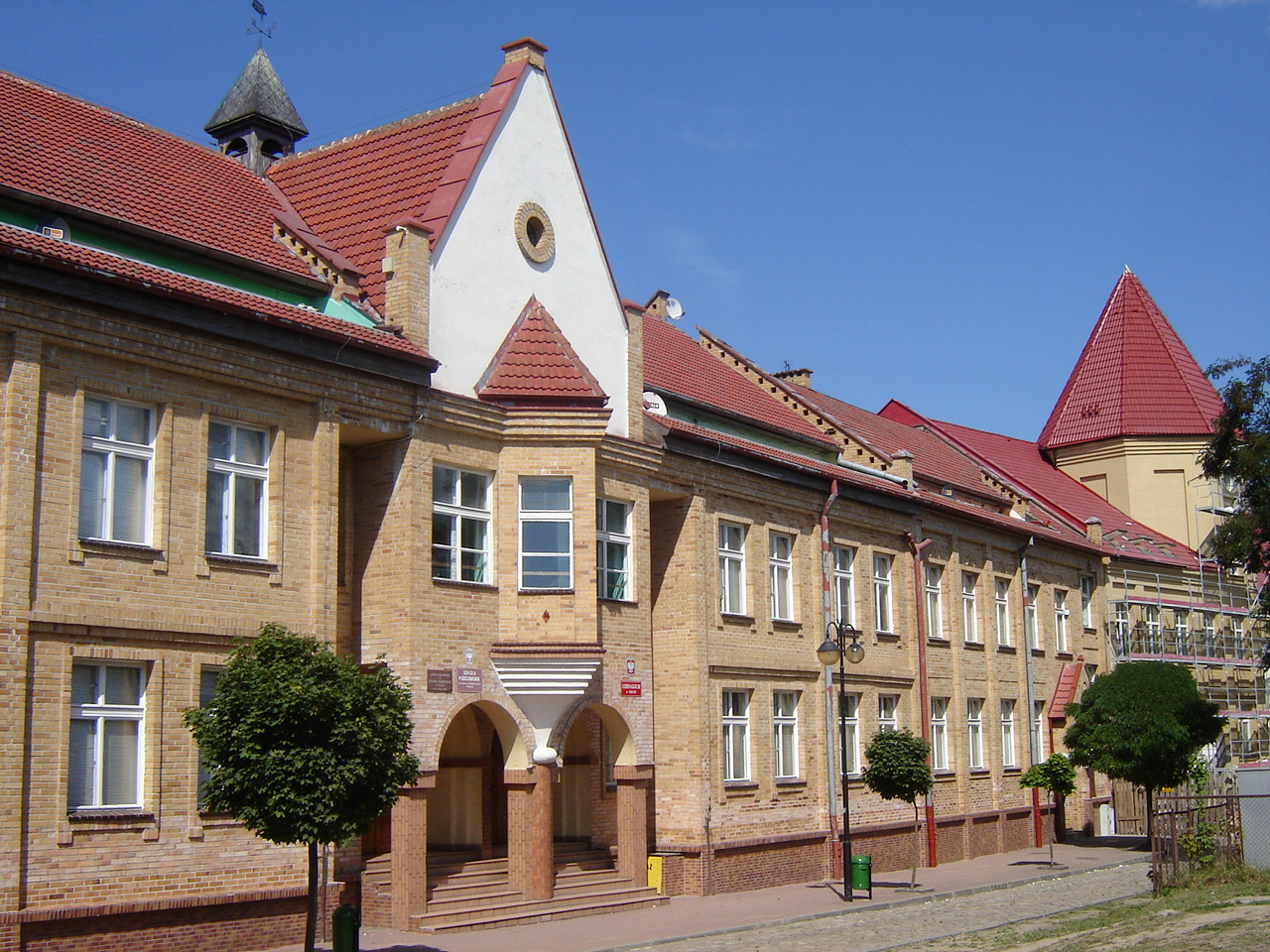
Szkoła Podstawowa w Reczu

W Reczu mieści się przedszkole miejskie, przedszkole niepubliczne oraz Szkoła podstawowa im. Stefana Czarnieckiego.

## Administracja
Miasto jest siedzibą gminy miejsko-wiejskiej. Mieszkańcy wybierają do Rady Miejskiej w Reczu 8 radnych (8 z 15), w dwóch okręgach wyborczych. Pozostałych 7 radnych wybierają mieszkańcy terenów wiejskich gminy Recz. Organem wykonawczym jest burmistrz. Siedzibą władz jest ratusz przy ul. Ratuszowej.
Burmistrzowie Recza:
- Czesław Mojecki (1998–2002)[15]
- Zbigniew Ligus (2002–2006)[16]
- Józef Romanowski (2006–2014)
- Wiesław Łoński (od 2014–2024)
- Dawid Koźmiński (od 2024)

Mieszkańcy Recza wybierają parlamentarzystów z okręgów z komisją wyborczą w Szczecinie, a posłów do Parlamentu Europejskiego z okręgu wyborczego nr 13.

## Sport
Od 1953 roku w Reczu działa klub piłkarski Miejski Klub Sportowy „Remor” Recz. Klub rozgrywa mecze na Stadionie Miejskim w Reczu.
W Reczu mieści się także boisko „Orlik 2012”.

## Wspólnoty wyznaniowe
- Kościół rzymskokatolicki:
  - parafia Chrystusa Króla
- Świadkowie Jehowy:
  - zbór[18].